# 李察·加逸錫
理查德·彼得·斯坦尼斯拉夫·克拉伊切克，1971年12月6日—)，已退役的荷蘭網球名宿，現為荷蘭鹿特丹公開賽賽事總監。 
克拉伊切克在1996年奪得温布尔登網球錦標賽男單冠軍，是荷蘭首位、也是唯一一位大滿貫單打冠軍得主。ATP单打最高排名第4位，職業生涯共取得17個單打和3個雙打冠軍。

## 個人生活
理查德·克拉伊切克是捷克移民的兒子，他在4歲時開始學習網球，青少年時期贏得各2次的荷蘭12歲以下和14歲以下冠軍。首個ATP巡迴賽單打冠軍是1991年的香港沙龍網球公開賽。
克拉伊切克同父異母的妹妹米雪拉也是名網球運動員，曾獲得2004年ITF青年組女子冠軍。美國前雙打排名第一的奧斯汀是他的遠房表親。

## 技術分析
理查德·克拉伊切克是一名以發球上網為主的球員。他擁有6尺5吋的身高，加上發球強勁，能夠有效發揮發球上網的優勢。 由於他的重炮型打法和特殊身高，令他面對同樣以發球上網為主的90年代球王桑普拉斯有較佳對賽成績。 
克拉伊切克對桑普拉斯的對賽優勢更曾達到6勝2負。2人雖然未曾在ATP單打決賽碰頭，但6次獲勝有5次是在巡迴賽賽事（另1次在台維斯盃），其中4次最終奪冠而回 - 1993年洛杉磯、1996年溫布頓、1998年史图加特室內賽和1999年邁阿密。
值得一提的是，克拉伊切克也是唯一在1993至2000年內的温布尔登男單比賽中擊敗桑普拉斯的球員。1996年温布尔登八強賽以直落三盤（比分 : 7-5 7-6(7-3) 6-4）擊敗三連冠的桑普拉斯。

## 大满贯

### 男單冠軍 (1)
| 年份 | 比賽     | 場地 | 決賽對手      | 對手國籍 | 勝方比分      |
| ---- | -------- | ---- | ------------- | -------- | ------------- |
| 1996 | 温布尔登 | 草地 | 马利维·华盛顿 | 美國     | 6-3, 6-4, 6-3 |

## ATP巡迴賽

### 單打冠軍 (17)
- 1991年(1) - 香港沙龍公開賽
- 1992年(2) - 安特衛普、洛杉磯
- 1993年(1) - 洛杉磯
- 1994年(3) - 巴塞罗那、荷蘭羅斯馬倫、悉尼室內賽
- 1995年(2) - 鹿特丹、史图加特室內賽
- 1996年(1) - 温布尔登
- 1997年(3) - 羅斯馬倫、鹿特丹、東京
- 1998年(2) - 聖彼德堡、史图加特室內賽 A
- 1999年(2) - 邁阿密（比斯肯灣立頓錦標賽）A、倫敦

^  注解A：為ATP大師賽 (共2項冠軍)

### 雙打冠軍 (3)
- 1991年(1) - 荷蘭希爾維蘇姆
- 1993年(1) - 邁阿密（比斯肯灣立頓錦標賽）B
- 1995年(1) - 羅斯馬倫

^  注解B：為ATP大師賽 (共1項冠軍)

## 外部連結
- 李察·加逸錫（英文/西班牙文）的官方資料
- 李察·加逸錫的國際網球總會 職業／青少年 官方資料（英文）
- 李察·加逸錫的官方資料（英文）